# Vinzenz Kiefer
Vinzenz Kiefer  (Weilburg, 1979. január 29. –) német színész. 
Televíziós karrierje az Unter uns című sorozattal indult 1997-ben.

## Filmszerepei
- 1997/1998: Unter uns
- 1998/1999: Charly – Majom a családban (Unser Charly), tévésorozat; Matthias / Rudi
- 2000: Motoros zsaruk (Die Motorrad-Cops: Hart am Limit); Mark
- 1999: Mallorca – Suche nach dem Paradies, tévésorozat; Lukas Stein
- 2001: Mein Vater und andere Betrüger, tévéfilm; Christian
- 2002: Poppitz; Thorsten
- 2003: Seventeen – Mädchen sind die besseren Jungs; Frankie Königsberg
- 2003: A fiúk mindig csak azt akarják… (Wilde Jungs); Lukas
- 2003: Tetthely (Tatort – Im Visier), tévésorozat; Michael Hirlinger
- 2003: Im Namen des Herrn, tévéfilm; Bennie Bahr
- 2003: Az Öreg (Der ALte)
- 2004: A tengeren túlon (Beyond the Sea); Las Vegas-i londiner
- 2004: SOKO München; tévésorozat; Max Vogelsang
- 2005: SOKO Köln, tévésorozat; Fabian Puchalla
- 2005: Hirtelen híres (Plötzlich berühmt); tévéfilm; Fritz
- 2007: Was am Ende zählt; Rico
- 2007: Schöne Aussicht; János
- 2007: Free Rainer – A te tévéd is hazudik (Free Rainer – Dein Fernseher lügt); Titanic Mann
- 2008: Höhere Gewalt; Strecker
- 2008: Das Wunder von Berlin; tévéfilm; Freese
- 2008: Speed Racer – Totál turbó (Speed Racer); csapatfőnök
- 2009: GSG 9 - Az elit kommandó (GSG 9 - Die Elite Einheit), tévésorozat; Sven Rautenberg
- 2008: A Baader-Meinhof csoport (Der Baader Meinhof Komplex); Peter-Jürgen Boock
- 2008: Der Seewolf ; Leach
- 2010: Die Grenze; tévéfilm; Kai Jansen
- 2010: Liebe ist nur ein Wort, tévéfilm; Oliver Mansfeld
- 2010: Der Uranberg; tévéfilm; Kurt Meinel
- 2011: Die Tänzerin – Lebe Deinen Traum, tévéfilm; Tom
- 2011: Schreie der Vergessenen, tévéfilm; Thomas Bernau
- 2012: Szerelem és mocsok (Glück); Kalle, ifjú hajléktalan
- 2012: Rámenős páros (Die Draufgänger); tévésorozat; Janek Polanski
- 2012: Wilsberg, tévésorozat, Halbstark c. epizód; Tobias Höcker
- 2013: Robin Hood; Til Jäger
- 2014–2015: Cobra 11 (Alarm für Cobra 11 – Die Autobahnpolizei), tévésorozat; Alex Brandt / Dennis Kortmann
- 2016: Jason Bourne; Christian Dassault
- 2018: Golyóálló (Bulletproof), tévésorozat; Ray
- 2018: T-34; Klaus Jäger
- 2003, 2005, 2019: Két férfi, egy eset (Ein Fall für Zwei), tévésorozat; több szerepben
- 2020: A felszabadító (The Liberator); tévé-minisorozat; Johan Voss hadnagy
- 2021: Álomhajó (Das Traumschiff), tévésorozat; Mike Völker

## Fordítás
- Ez a szócikk részben vagy egészben  a   Vinzenz Kiefer című német Wikipédia-szócikk fordításán alapul.  Az eredeti cikk szerkesztőit annak laptörténete sorolja fel. Ez a jelzés csupán a megfogalmazás eredetét és a szerzői jogokat jelzi, nem szolgál a cikkben szereplő információk forrásmegjelöléseként.